# 踏切障害物検知装置

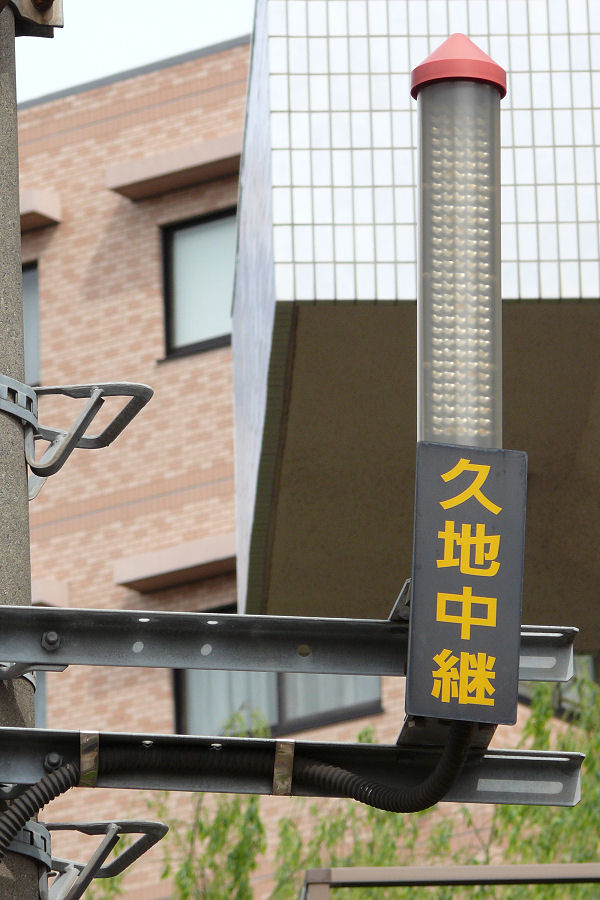
踏切に支障があることを列車に報らせる特殊信号発光機

踏切障害物検知装置（ふみきりしょうがいぶつけんちそうち）は、踏切内の支障物（自動車など）を自動的に検知して、その状態を自動的に列車や駅などに信号で通報する保安装置である。略して「障検」（しょうけん）とも呼ばれる。国土交通省が定める、鉄道に関する技術上の基準を定める省令では、｢自動車が踏切道を支障した時にこれを列車等に知らせることができるものでなければならない｣と定めており、踏切障害物検知装置が発する信号においては、｢接近する列車が当該列車の進路を支障する箇所までに停止することができる距離以上の地点から確認することができる位置に設置すること｣と同省令での解釈基準で定められている。

## 概要
踏切内で自動車がエンスト・脱輪などで立ち往生した場合は、直ちに発炎筒や踏切支障報知装置（非常ボタン）を使用して、鉄軌道の係員または警察官に危険を通報すべき事と、道路交通法第33条第3項で規定されている。
一般に、措置して事故を未然に防止した結果として起きた列車の遅延・運休などについては、鉄道事業者は損害賠償請求をしないのが通例である。しかしエンスト・脱輪などを起こした運転者がパニックに陥ったり、損害賠償の懸念により通報をせずに復旧を試みた結果、重大な事故に発展する場合が後を絶たなかった。
本装置はこのような事故を未然に防止するため、踏切内に障害物が存在する事をセンサーにより検知して、自動的に停止信号を現示したり、特殊信号発光機を作動させて列車の運転士に通報する。検知時での列車の停止時には、運転士が停止信号や特殊信号発光機を確認して手動でブレーキを掛けるが、その後は、列車の速度を連続的に制御可能な新型の自動列車停止装置または自動列車制御装置と連動して踏切手前までに停止させる減速パターンを発生させて、走行する列車がそのパターンを超えた場合には自動的にブレーキが作動するか、運転士が確認後に手動だけでブレーキを掛けるかのどちらかとなっており、扱いは鉄道会社ごとに異なる。
このようなシステムのため直前横断が多い踏切では平時でも特殊信号発光機がしばしば明滅することがある。

## 検知方式
現在、数種類の検知方式が実用化されている。

### 光センサー式

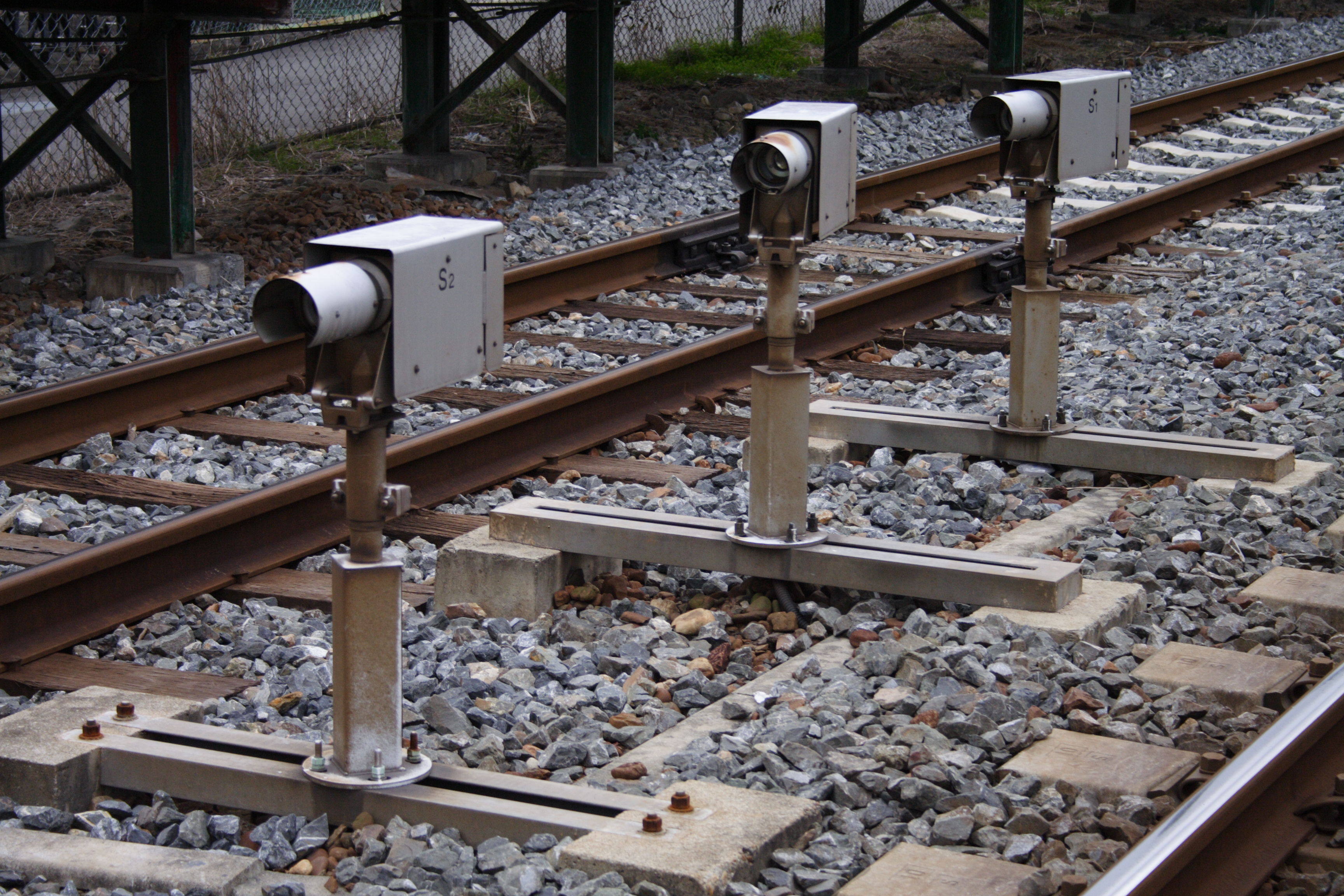
光センサー式検知装置

赤外線やレーザー光線を踏切内に投射して、その光を受光器で受け取る方式。
支障物が光線を遮る事により検知する、最も一般的な方式である。Sはサーブ（発光器）、Rはレシーブ（受光器）で、バレーボールやテニスのポジションを踏襲している。

### 超音波センサー式
踏切内に超音波を発射して、その反射波の有無や到達時間により支障物を検知する方式。

### ループコイル式
踏切内の路面にループコイルを埋設して、磁束の変化により自動車の有無を検知する方式。
豪雪地帯などでは、積雪により光センサーや超音波センサーが誤動作する場合があるため、この方式が用いられる。

### 遮断機検知式
一部の遮断機では、遮断竿が遮断しきらない、または遮断後に竿を押し上げるなどすると支障有りと検知するものもある。

### 三次元レーザレーダ式

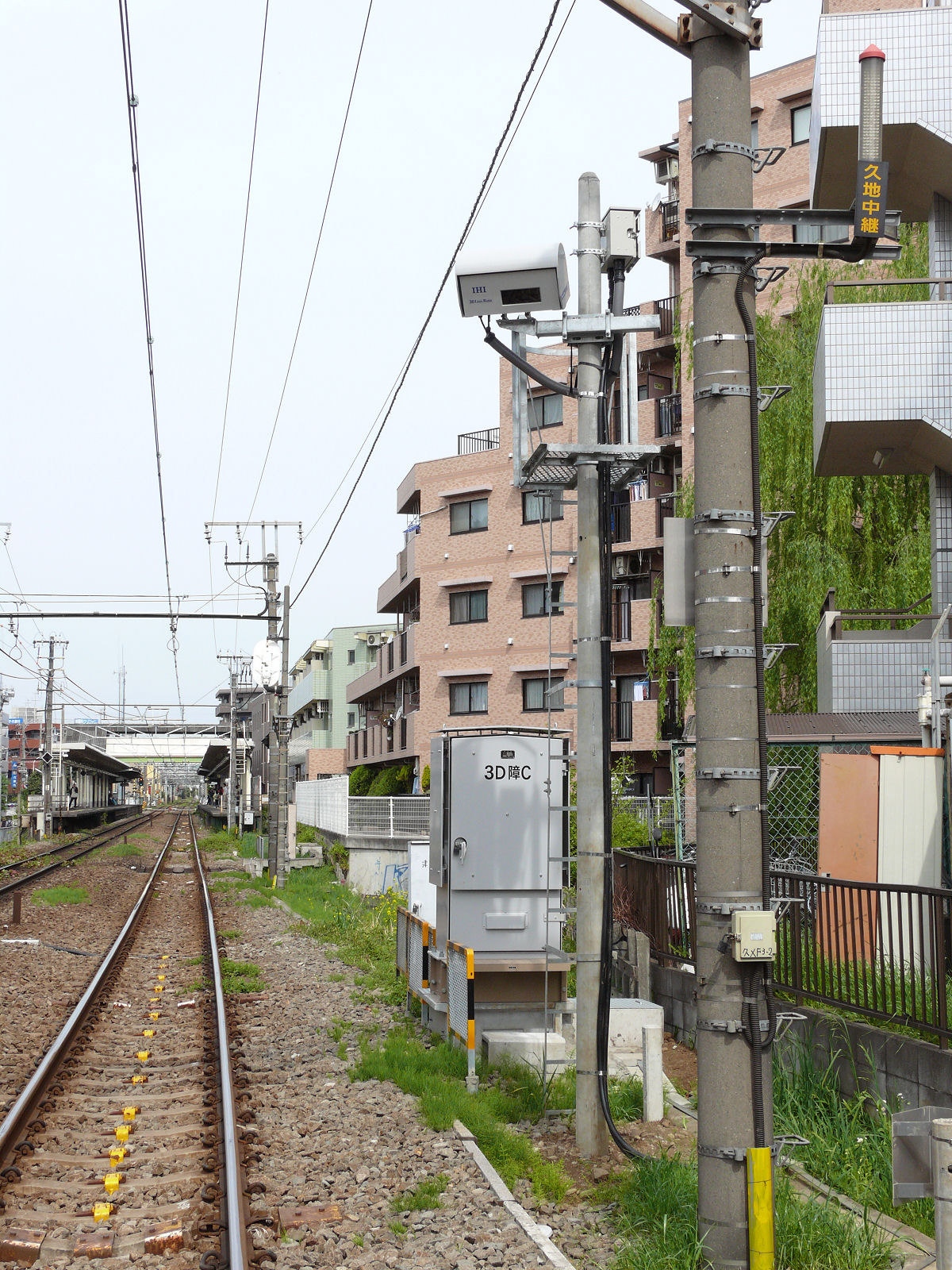
三次元レーザレーダ方式の検知装置

レーザ光の反射と、出射する方角とで障害物を検知するもの。
石川島播磨重工業（現IHI）とJR東日本とが共同開発し、2006年よりJR東日本管内の踏切で導入されている

。広く使われている光センサー方式より設備単価は割高だが、通常は1台で踏切全体を監視でき、雨や雪の誤認もなく、従来の方式では検知しにくかった自転車や、遮断竿をくぐったり転倒した歩行者のような低い位置の障害物も検知しやすいといった特長がある。現在ではJR西日本でも導入されている。

### 二次元レーザーレーダー式
大同信号と京阪による共同開発。踏切道内の水平面に対しての検知と、踏切への侵入物を検知する垂直面に対しての検知を組み合わせ、三次元検知式と同等の検知能力を実現するとしている。2018年に実証試験が行われた。

### ステレオカメラ方式
立体的な撮影が可能なステレオカメラで踏切内を監視して、踏切内の支障物を検知する方式。
まだ実用化には至っておらず、現在鉄道総合技術研究所などで研究開発中である。